# Red Ryder
Red Ryder was een Amerikaanse westernstrip gecreëerd door Stephen Slesinger en Fred Harman. De strip liep van 1938 tot 1965.

## Geschiedenis
In 1938 ontmoette cartoonist Fred Harman uitgever en schrijver Stephen Slesinger. Slesinger had een script voor een nieuwe strip Red Ryder en zocht een artiest om het te tekenen met kennis van authentieke details, een beschrijving waar Harman aan voldeed.

### Personages
De roodharige Red Ryder rijdt altijd op zijn ros Thunder en woont bij zijn tante the Duchess. Hij is een klassieke held, recht door zee en opkomend voor de zwakken. In het eerste album ontmoet hij een jonge Navajo-indiaan, Kleine Bever. Nadat diens vader overleden is, neemt Red Ryder hem onder zijn hoede. Kleine Bever spreekt erg simpel, wat heden ten dage als beledigend opgevat wordt. Nevenpersonages waren Buckskin Blodgett, Beth en Ace Hanlon.

### Strips
Nadat de strip vanaf 1938 in de krant gepubliceerd wordt verschijnt het eerst stripverhaal van Red Ryder in 1940 en in 1957 eindigde de serie na 151 uitgaves, waarmee het een van de langstlopende Amerikaanse westernstrips was. De strips werden ook in meerdere talen vertaald en waren erg succesvol in de Spaanssprekende wereld.
In 1939 verschijnt het eerste verhaal in het Belgische stripblad Robbedoes. Hij wordt afwisselend Red Ryder en De Roode Ruiter genoemd. De strip verschijnt er tussen 1939 en 1943 en tussen 1946 en 1952. Er verschijnen ook enkele albums bij uitgeverij Dupuis. Daarna krijgen de lezers van Robbedoes een eigen westernstrip, Jerry Spring.

### Andere media
Op 3 februari 1942 ging het eerste hoorspel van Red Ryder van start op de Amerikaanse radio en werd drie keer per week uitgezonden tot 1951. Van 1940 tot 1950 verschenen er ook 27 films van het personage. Vaak duurden de films nog geen uur. Wild Bill Elliott en Allan Lane kropen het vaakst in de huid van Red Ryder. De laatste vier titels, met Jim Bannon in de hoofdrol werden in kleur opgenomen.